# Эммингхаус, Арвед
Карл Бернард Арвед Эммингхаус (нем. Arwed Karl Bernhard Emminghaus; 22 августа 1831, Нидерросла — 8 февраля 1916, Гота) — германский экономист, сторонник страхования и свободной торговли.

## Биография
С 1851 по 1854 год изучал экономику и право в Йенском университете. С 1855 года работал при правительстве великого герцогства Саксен-Веймар-Эйзенах. В 1858 году вышел в отставку, возглавив страховую компанию в Дрездене. С 1861 года стал главным редактором бременского издания Bremer Handelsblatt, пропагандировавшего страхование в германских государствах. В 1865 году его усилиями было основано Германское общество морского страхования, первым секретарём которого стал сам Эммингхаус. В 1866 году был назначен профессором экономики в Политехникуме Карлсруэ. В 1873 году возглавил страховую компанию в городе Гота, переехал туда и прожил там до конца жизни. В 1903 году вышел в отставку. Похоронен на Готском главном кладбище.
Основные работы: «Die schweizerische Volkswirtschaft» (Лейпциг,1860—1861); «Lehrbuch der allgemeinen Landwirtschaft» (Лейпциг, 1863); «Entwickelung, Krisis und Zukunft des Deutschen Zollvereins» (Лейпциг, 1863); «Allgemeine Gewerklehre» (Берлин, 1868); «Die reformatorische Wirksamkeit des Norddeutschen Bundes auf dem Gebiete des Wirtschaftslebens» (Бремен, 1868); «Hauswirtschaftliche Zeitfragen» (Берлин, 1868); «Das Armenwesen und die Armengesetzgebung in europäischen Staaten» (Берлин, 1870); «Die Behandlung des Selbstmords in der Lebensversicherung» (Лейпциг, 1875). В «Общественно-политическом словаре» (нем. Handwörterbuch der Staatswissenschaften; 1898) под редакцией И. Конрада, В. Лексиса и др. Эммингхаусу принадлежат крупные статьи по страхованию от огня, по страхованию скота, стекол, от градобития и по страхованию жизни.